# Palacete Bento Carlos de Arruda Botelho
O Palacete Bento Carlos de Arruda Botelho está localizado à Rua Treze de Maio, n° 2056, na cidade de São Carlos (São Paulo). Consta da lista de bens de interesse histórico publicada em 2021 pela Fundação Pró-Memória de São Carlos (FPMSC).

## Histórico
O casarão de Bento Carlos de Arruda Botelho, irmão mais novo do Conde do Pinhal, político, fazendeiro e investidor da Companhia de Luz Elétrica, pertenceu à família Arruda Botelho até 1942. Foi construído como um palacete assobradado na década de 1890, em estilo Eclético com tendências neoclássicas, pelo engenheiro-arquiteto italiano David Pietro Cassinelli (1854-1898). 
| “ | O palacete se destacou na época como um dos mais luxuosos casarões ecléticos de São Carlos, com uma área construída de 642 m², dividida em três pavimentos com vinte salas e salões. O casarão têm sacadas laterais, jardim particular, amplas janelas e portas que permitem a melhor iluminação dos cômodos internos. Apresenta ainda aprimorada decoração pictórica nas paredes internas e nos forros, grades trabalhadas artisticamente em ferro, portas, janelas, pisos e uma grande escadaria em madeira. O terreno original ia até as margens do córrego do Gregório. | ” |
|   | |   |

O Ecletismo chegou à cidade de São Carlos por conta da riqueza advinda do período cafeeiro e pela construção da ferrovia, a partir de 1884. Foi um período de expansão urbana do município. Além disso, grande número de trabalhadores imigrantes traziam consigo conhecimento de métodos construtivos europeus, que foram sendo incorporados às práticas construtivas locais. Construções em estilo Eclético eram símbolo de status social.
Abrigou a Biblioteca Municipal, o Museu de São Carlos, um posto do INPS um ambulatório do IAPI (anos 1960), a farmácia do CEME (anos 1980), e um posto do INSS (anos 1990). Em 2000, foi readquirido pela família Arruda Botelho. Teve seu restauro concluído em 2005 e abrigou a Secretaria de Educação (2016-17). Havia o desejo de que a edificação sediasse o Instituto Arruda Botelho. Hoje, encontra-se fechado.
A edificação localiza-se na Poligonal Histórica, no trecho C, na quadra 08, com fachada principal voltada para o Norte. Tem largura de 43,50 m e comprimento de 36,20 m. Seu estado de conservação é ótimo e também está bem preservada (Condição de Preservação).

## O construtor
Pietro David Cassinelli (Gênova, 1854 – São Carlos, 1898), construtor do palacete, veio para o Brasil aos 28 anos, chegando em São Carlos em 1882. Teve uma fábrica de móveis, uma fábrica de gelo, e foi um dos fundadores da Societá Ginástica Educativa Cristóforo Colombo. Faleceu de febre amarela, aos 43 anos. Foi responsável pela construção dos seguintes edifícios:
- Sede da Fazenda Santa Maria do Monjolinho, da família Camargo Penteado
- Palacete Bento Carlos, R. Treze de Maio, 2056
- Residência da família Pillegi, R. Jesuíno de Arruda, 1993 (antigo 185)
- Residência da família Fehr (demolido), R. Jesuíno de Arruda, 2137 (antigo 195/197)[12][13][14]
- Teatro Ipiranga (demolido), na R. Major José Inácio

## Bem de interesse histórico
Entre 2002 e 2003, a Fundação Pró-Memória de São Carlos (FPMSC), órgão da prefeitura, fez um primeiro levantamento (não-publicado) dos "imóveis de interesse histórico" (IDIH) da cidade de São Carlos, abrangendo cerca de 160 quarteirões, tendo sido analisados mais de 3 mil imóveis. Destes, 1.410 possuíam arquitetura original do final do século XIX. Entre estes, 150 conservavam suas características originais, 479 tinham alterações significativas, e 817 estavam bastante descaracterizados. O nome das categorias das edificações constantes na lista alterou-se ao longo dos anos.
A edificação de que trata este verbete consta como "Edifício tombado" (categoria 1) no inventário de bens patrimoniais do município de São Carlos, publicado em 2021 pela Fundação Pró-Memória de São Carlos (FPMSC), órgão público municipal responsável por "preservar e difundir o patrimônio histórico e cultural do Município de São Carlos". A referida designação de patrimônio foi publicada no Diário Oficial do Município de São Carlos nº 1722, de 09 de março de 2021, nas páginas 10 e 11. De modo que consta da poligonal histórica delimitada pela referida Fundação, que "compreende a malha urbana de São Carlos da década de 40". A poligonal é apresentada em mapa publicado em seu site, onde há a indicação de bens em processo de tombamento ou já tombados pelo Condephaat (órgão estadual), bens tombados na esfera municipal e imóveis protegidos pela municipalidade (FPMSC).
| “ | Categoria 1: são edificações tombadas em quaisquer níveis (municipal, estadual ou federal) e inscritas no Inventário de Bens Patrimoniais do Município, sendo proibida a demolição e permitidas ou não reformas, desde que seguidas as orientações específicas do processo de tombamento e da aprovação do projeto pela Prefeitura Municipal, pela entidade e conselho municipal de defesa do patrimônio, e demais órgãos competentes, federais, estaduais e/ou municipais. | ” |
|   | |   |

#### Tombado por:[3]
- CONDEPHAAT – Conselho de Defesa do Patrimônio Histórico, Arqueológico, Artístico e Turístico
  - Processo de Tombamento: Processo de Tombamento n° 25013/86
  - Resolução de Tombamento: Decreto de Tombamento n° SC-48, de 19/12/2019 – publicada no DOE de 21/12/2019, p. 80 e 81
- FPMSC – Fundação Pró-Memória de São Carlos / CONDEPHAASC – Conselho Municipal de Defesa do Patrimônio Histórico, Artístico e Ambiental de São Carlos